# Gladiators – Zurück in der Arena
Gladiators – Zurück in der Arena (Originaltitel Gladiators) ist ein US-amerikanischer Abenteuerfilm aus dem Jahr 2024 von Christopher William Johnson nach einem Drehbuch von Monroe Robertson. Produziert wurde sie von der US-amerikanischen Firma The Asylum.

## Handlung
Cassius ist ein Gladiator in der römischen Arena. Nach seinem Sieg im Zweikampf gegen den gefürchteten Attilus wird er von Kaiser Tyber (da ein solcher Kaiser nie existiert hat, wird daraus in der deutschen Synchronisation  Tiberius) aus der Sklaverei entlassen. Er bekommt dazu noch die Erlaubnis, seine große Liebe Thea, die Tochter eines Senators, zu heiraten. Bevor die beiden heiraten, wird Thea allerdings von einem maskierten Attentäter niedergestochen. Sie verstirbt schließlich kurz darauf in den Armen von Cassius. Da er den blutigen Dolch, die Mordwaffe, bergen konnte, wirkt er auf die nun herbeieilenden Menschen wie der Mörder. Daher flieht Cassius zu seinem Freund Avitus, einem ehemaligen Gladiatorentrainer. Dieser ist von Cassius’ Unschuld überzeugt und versucht ihm dabei zu helfen, den eigentlichen Mörder zu finden.
In seinem Haus untersucht Avitus daher den Dolch und kann die Zeichen auf diesen tatsächlich deuten. Der Dolch gehört zu einer Gruppierung von Mördern und Attentätern unter dem Kommando von Ferox. Dieser lebt in einer verborgenen Festung im Osten Roms. Avitus bittet Cassius lediglich darum, die junge Kämpferin Fabius (sic! Männliche Endung, statt -a) als Unterstützung mitzunehmen. Auf ihrem Weg werden sie sowohl von den Schergen Ferox’ als auch von römischen Soldaten, die Cassius verhaften wollen, angegriffen. Bei einem Römer finden die beiden eine Schriftrolle und erfahren von einer Verschwörung, die das Ziel hat, den Kaiser zu stürzen. Um sich letztendlich rächen zu können, muss Cassius ein letztes Mal in der Arena als Kämpfer antreten. Sein Gegner ist Ferox.

## Hintergrund
In den Vereinigten Staaten erschien der Film am 14. November 2024 als Video-on-Demand. Es handelt sich um einen Mockbuster zu Gladiator II aus demselben Jahr. In Deutschland erschien der Film am 25. April 2025 im Videoverleih.

## Rezeption
Aufgrund zu weniger Abstimmungen hat der Film auf Rotten Tomatoes keine Wertung. In der Internet Movie Database hat der Film eine Wertung von 6,4 von 10,0 möglichen Sternen (Stand: Mai 2025).